# Guerre russo-turque de 1568-1570
Guerres russo-turques
La guerre russo-turque (1568-1570) (mentionnée dans les sources ottomanes sous le nom d'« expédition d'Astrakhan », Astrahan Seferi) est une guerre entre le tsarat de Russie et l'Empire ottoman. Le casus belli en était le khanat d'Astrakhan.

## Déroulement de la guerre
En 1556, le khanat d'Astrakhan est conquis par Ivan le Terrible, qui y fait construire une nouvelle forteresse sur une colline escarpée surplombant la Volga. L'avancée russe coupe les routes commerciales terrestre reliant l'Asie centrale à la Crimée et l'Anatolie au nord de la mer Caspienne, affaiblissant l'influence ottomane dans la région (la voie terrestre par le sud étant contrôlée par les Séfévides).
En 1568, le grand vizir Sokollu Mehmet Pacha, qui détenait le réel pouvoir dans l'administration de l'Empire ottoman sous Selim II, lance le premier affrontement entre l'Empire ottoman et son futur rival du Nord. Les résultats laissent présager les nombreuses catastrophes à venir. Un plan détaillé visant à relier la Volga et le Don par un canal est décidé à Constantinople, et, à l'été 1569, une grande force commandée par Kasim Pacha, de 20 000 Turcs et 50 000 Tatars, est envoyée pour assiéger Astrakhan et commencer les travaux de percement du canal, tandis qu'une flotte ottomane assiège Azov.
Le tsar dépêche alors le prince Vassili Serebriany-Obolensky avec 30 000 hommes à l’aide des assiégés et le roi de Pologne envoie l’ataman Michał Wiśniowiecki des cosaques zaporogues en renfort. Les cosaques harcèlent alors régulièrement le camp ottoman. Une action concertée des assiégés, cosaques et des troupes de soutien russes est décidée.
Une sortie de la garnison commandée par le prince Piotr Semionovitch Serebriany-Obolensky, le gouverneur militaire d'Astrakhan, fixe les assiégeants ; les Cosaques s’emparent du camp de Kasim Pacha ; l’armée de secours russe attaque et disperse les ouvriers et la force tatare envoyés pour leur protection. Sur le chemin du retour, jusqu'à 70 % des soldats et des travailleurs meurent de froid dans les steppes ou sont victimes d'attaques circassiennes. La flotte ottomane est détruite par une tempête.
L'Empire ottoman, bien que militairement vaincu, insiste sur la libre circulation des pèlerins musulmans et des commerçants de l'Asie centrale, ainsi que sur la destruction du fort russe situé sur le fleuve Terek.